# Dolichotarsina gracilis
Dolichotarsina gracilis är en tvåvingeart som beskrevs av Louis-Paul Mesnil 1977. Dolichotarsina gracilis ingår i släktet Dolichotarsina och familjen parasitflugor.
Artens utbredningsområde är Madagaskar. Inga underarter finns listade i Catalogue of Life.